# نوبت من است (فیلم)
نوبت من است (به انگلیسی: It's My Turn) فیلمی محصول سال ۱۹۸۰ و به کارگردانی کلودیا ویل است. در این فیلم بازیگرانی همچون جیل کلایبورگ، مایکل داگلاس، چارلز گرودین، بورلی گارلند، استیون هیل، جنیفر سالت، دایان ویست و دنیل استرن ایفای نقش کرده‌اند.